# Jalostotitlán
Jalostotitlán é um município do estado de Jalisco, no México.
Em 2005, o município possuía um total de 28.462 habitantes.